# 광주과학수사연구소

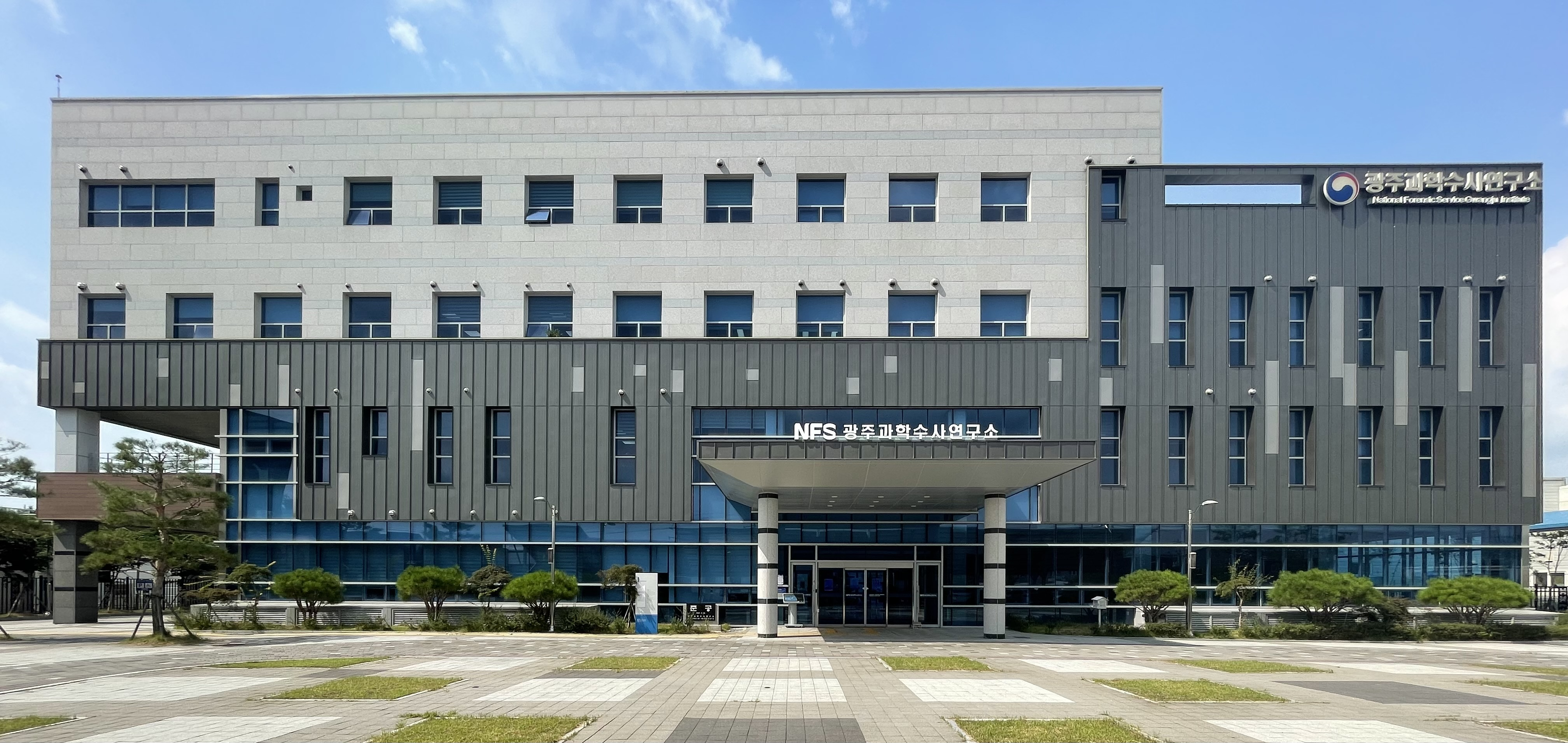
광주과학수사연구소

광주과학수사연구소(光州科學搜査硏究所)는 국립과학수사연구원의 소속기관이다. 2013년 11월 15일 발족하였으며, 전라남도 장성군 남면 나노산단5로 60-15에 위치하고 있다. 소장은 기술서기관·공업연구관 또는 보건연구관으로 보한다.

## 연혁
- 1997년 5월 27일: 국립과학수사연구소 서부분소 설치.
- 2010년 8월 19일: 국립과학수사연구원 서부분원으로 개편.
- 2013년 11월 15일: 광주과학수사연구소로 개편.
- 2017년 9월 23일: 광주과학수사연구소 신 청사 이전.

## 관할구역
- 광주광역시
- 전라남도
- 전라북도[2](무주군 제외)

## 조직

### 소장
- 행정운영과[3]
- 법의학과[4]
- 유전자분석과[5]
- 독성화학과[6]
- 이공학과[7]

## 같이 보기
- 서울과학수사연구소
- 부산과학수사연구소
- 대구과학수사연구소
- 대전과학수사연구소